# Cody Whitehair
Cody Michael Whitehair (Kearney, Nebraska, 11 de julio de 1992) más conocido como Cody Whitehair, es un jugador profesional estadounidense de fútbol americano que se desempeña en la posición de center en Chicago Bears, equipo de la National Football League (NFL).

## Carrera
Fue seleccionado en la segunda ronda en la Reunión Anual de Selección de Jugadores de la NFL de 2016. Debutó como profesional con el equipo Chicago Bears, donde lleva jugando ocho temporadas.